# 勒帕莱
勒帕莱（法語：Le Pallet，法語發音：[lə palɛ] ⓘ）是法国大西洋卢瓦尔省的一个市镇，位于该省东南部，属于南特区。

## 地理
勒帕莱（47°8'18"N, 1°20'9"W）面积11.75 平方千米，位于法国卢瓦尔河地区大区大西洋卢瓦尔省，该省份为法国西北部沿海省份，位于布列塔尼半岛东南部，北起伊勒-维莱讷省，西北接莫尔比昂省，西临大西洋，南至旺代省，东临曼恩-卢瓦尔省。
与勒帕莱接壤的市镇（或旧市镇、城区）包括：拉沙佩勒厄兰、戈尔日、拉艾富阿西耶尔、塞夫尔河畔迈东、莫尼耶尔、穆济永、瓦莱特。
勒帕莱的时区为UTC+01:00、UTC+02:00（夏令时）。

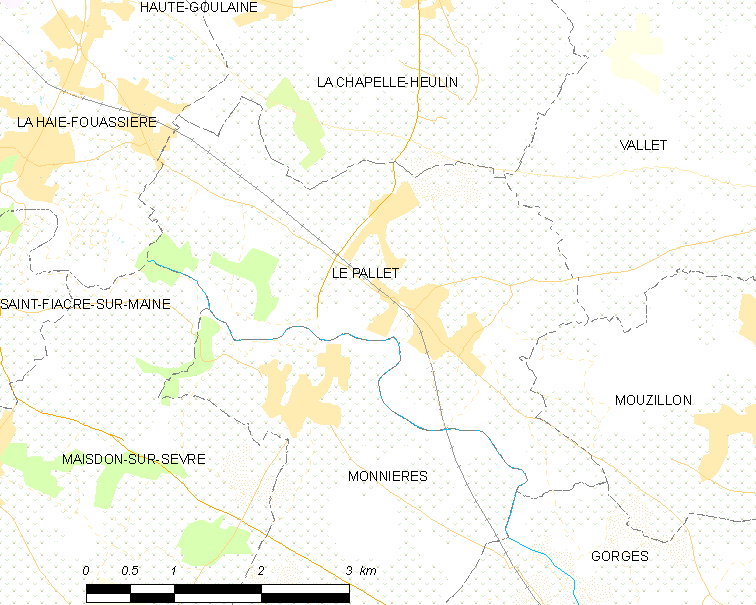
勒帕莱的OSM定位图

## 行政
勒帕莱的邮政编码为44330，INSEE市镇编码为44117。

## 政治
勒帕莱所属的省级选区为瓦莱特县。

## 交通
大西洋卢瓦尔省省道D7线、D116线和D149线在境内交汇。勒帕莱站停靠南特—克利松一线的Tram-train列车

## 人口

1962-2008年间勒帕莱人口变化图示

勒帕莱于2022年1月1日时的人口数量为3374人。